# 名岐ダービー
名岐ダービー（めいぎダービー）とは、日本プロサッカーリーグ（Jリーグ）に加盟する名古屋グランパスエイト（愛知県）と、FC岐阜（岐阜県）との対戦をダービーマッチとして扱うための呼称である。

## 概要
2008年にFC岐阜がJ2に昇格し、プレシーズンマッチとして対戦した際、一部ファン・サポーターが隣県クラブ同士の対戦を他の地域間の対戦同様にダービーとして呼んだ事が発端である。
過去公式戦でダービーとして実施されたのは、天皇杯全日本サッカー選手権大会のみであることクラブやマスコミ等が公式にダービーとして扱った事は無いなどを理由に、濃尾ダービー、東海ダービー、木曽川ダービー等、色々な呼び方が存在しているものの、多数のファン・サポーターはただの「対戦」と呼んでいるのが実情であった。しかし、2016年に名古屋がJ2に降格し、岐阜がJ2に残留したため、2017年に初めてJリーグ公式戦でのダービーマッチが実現する運びとなった。そのためクラブ側は、公式名称を名岐ダービー～木曽川の合戦～とし、ロゴも設置した。
Jリーグ・天皇杯通じて公式戦初開催 になる岐阜メモリアルセンター長良川競技場で行われた名岐ダービー第2戦（J2第35節）は、前売りの段階でチケットが完売。当日の観客動員数もクラブ史上最高の観客動員数を更新 するなど大盛況となった。

## ホームスタジアム
| チーム名               | スタジアム名                       | 収容人員 | 画像   |
| ---------------------- | ---------------------------------- | -------- | ------ |
| 名古屋グランパスエイト | 名古屋市瑞穂公園陸上競技場         | 27,000人 | 瑞穂陸 |
| 名古屋グランパスエイト | 豊田スタジアム                     | 45,000人 | 豊田ス |
| FC岐阜                 | 岐阜メモリアルセンター長良川競技場 | 31,000人 | 長良川 |

## 戦績
※公式戦での対戦のみ
■名古屋グランパスエイト：3勝1分
■FC岐阜：3敗1分
| 年 | 月日     | 時期   | 時期     | 会場   | ホーム | 得点  | アウェイ | 観客数 |
| --- | -------- | ------ | -------- | ------ | ------ | ----- | -------- | ------ |
| 2008年 | 11月2日  | 天皇杯 | 4回戦    | 豊田   | 名古屋 | 1 - 0 | 岐阜     | 7,597  |
| 2009年 | 12月12日 | 天皇杯 | 準々決勝 | 瑞穂   | 名古屋 | 3 - 0 | 岐阜     | 12,211 |
| 2017年 | 3月4日   | J2     | 第2節    | 豊田   | 名古屋 | 1 - 1 | 岐阜     | 21,878 |
| 2017年 | 10月1日  | J2     | 第35節   | 長良川 | 岐阜   | 2 - 6 | 名古屋   | 17,027 |
| 2018年 - 2019年は、名古屋がJ1、岐阜がJ2所属のため開催なし。 2020年 - は、名古屋がJ1、岐阜がJ3所属のため開催なし。 |          |        |          |        |        |       |          |        |